# Corey Hawkins
Corey Antonio Hawkins (ur. 22 października 1988 w Waszyngtonie, w Stanach Zjednoczonych) – amerykański aktor. Znany z roli Heatha w serialu Żywe trupy oraz odtwórcy rapera i producenta muzycznego Dr. Dre w filmie pt. Straight Outta Compton.
Zdobywca Nagrody Johna Housemana.

## Życiorys
Hawkins urodził się 22 października 1988 w Waszyngtonie. Uczęszczał tam do szkoły artystycznej Duke Ellington School of the Arts. W późniejszym okresie już jako absolwent wyższej szkoły muzycznej Juilliard School był uczestnikiem zespołu artystycznego Division's Group 40. Przed ukończeniem studiów został członkiem nowojorskiego teatru Off-Broadway. W 2013 r. odegrał drobną rolę w filmie Iron Man 3, ale już rok później wystąpił u boku Liama Neesona oraz Julianne Moore w dreszczowcu Non-Stop.
W 2013 r. zadebiutował na deskach teatru Off-Broadway w roli Tybalta dramatu Romeo i Julia. Dwa lata później, w szóstym sezonie, dołączył do obsady serialu Żywe trupy jako Heath. Również w tym samym roku swoją premierę miał film Straight Outta Compton z udziałem Hawkinsa, który zagrał Dr. Dre, członka zespołu hip-hopwego N.W.A. Po sukcesie kasowym produkcji, aktor otrzymał angaż do tytułu Kong: Skull Island, gdzie zagra u boku Brie Larson, Samuela L. Jacksona i Toma Hiddlestona, którego premiera odbędzie się w 2017 roku. W 2017 r. premierę będzie miał serial telewizyjny 24: Legacy w którym główną rolę zagra Corey Hawkins. Jako były rangers po powrocie do kraju, będzie musiał zapobiegać atakom terrorystycznym.

## Filmografia
Film
| Rok  | Tytuł                          | Rola                                                    | Uwagi                                 |
| ---- | ------------------------------ | ------------------------------------------------------- | ------------------------------------- |
| 2011 | Digital Antiquities            | Kai                                                     | Film krótkometrażowy                  |
| 2012 | Recalled                       | Willie                                                  |                                       |
| 2013 | Iron Man 3                     | Żołnierz marynarki wojennej na posterunku obserwacyjnym |                                       |
| 2014 | Non-Stop                       | Travis Mitchell                                         |                                       |
| 2014 | Romeo i Julia                  | Tybalt                                                  | Film nagrywany w teatrze Off Broadway |
| 2015 | Straight Outta Compton         | Dr. Dre                                                 |                                       |
| 2017 | Kong: Wyspa Czaszki            | Houston Brooks                                          |                                       |
| 2019 | 6 Underground                  | Blaine / Seven                                          |                                       |
| 2024 | The Last Voyage of the Demeter | Clemens                                                 |                                       |

Telewizja
| Rok     | Tytuł           | Rola        | Uwagi                                         |
| ------- | --------------- | ----------- | --------------------------------------------- |
| 2011    | Bananowy doktor | Pomywacz    | Gościnnie Odcinek: "The Shaw/Hank Redemption" |
| 2013    | Złoty chłopak   | Evander     | Gościnnie Odcinek: "Young Guns"               |
| Od 2015 | Żywe trupy      | Heath       | Sezon 6 (Rola drugoplanowa, 5 odcinków)       |
| 2017    | 24: Legacy      | Eric Carter | W trakcie produkcji.                          |

Teatr
| Rok  | Tytuł         | Rola   | Teatr                      |
| ---- | ------------- | ------ | -------------------------- |
| 2011 | Hurt Village  | Buggy  | Signature Theatre Company  |
| 2011 | Suicide Inc   | Perry  | Roundabout Theatre Company |
| 2013 | Romeo i Julia | Tybalt | Richard Rodgers Theatre    |

## Wyróżnienia
Źródło.
| Rok  | Film                   | Nagroda                                                                | Wynik     |
| ---- | ---------------------- | ---------------------------------------------------------------------- | --------- |
| 2015 | Straight Outta Compton | Hollywood Breakout Ensemble Award                                      | Laur      |
| 2015 | Straight Outta Compton | NAACP Image Award: Wybitny aktor drugoplanowy                          | Nominacja |
| 2015 | Straight Outta Compton | Washington D.C. Area Film Critics Association Awards: Najlepsza obsada | Nominacja |
| 2016 | Straight Outta Compton | Nagroda Critics’ Choice: Najlepsza obsada                              | Nominacja |
| 2016 | Straight Outta Compton | Czarna Szpula: Najlepszy aktor drugoplanowy                            | Nominacja |
| 2016 | Straight Outta Compton | Screen Actors Guild: Wybitny występ filmowego zespołu aktorskiego      | Nominacja |